# US Open 1995 (Badminton)
Die US Open 1995 im Badminton fand vom 9. bis zum 13. August 1995 in der Georgia State University in Atlanta statt. Das Preisgeld betrug 35.000 Dollar. Damit wurde das Turnier als 2-Sterne-Turnier in der Grand-Prix-Wertung eingestuft.

## Sieger und Platzierte
| Disziplin    | Gold                           | Silber                        | Bronze                                  |
| ------------ | ------------------------------ | ----------------------------- | --------------------------------------- |
| Herreneinzel | Hermawan Susanto               | Dong Jiong                    | Jeroen van Dijk                         |
| Herreneinzel | Hermawan Susanto               | Dong Jiong                    | Ahn Jae-chang                           |
| Dameneinzel  | Ye Zhaoying                    | Bang Soo-hyun                 | Lee Joo Hyun                            |
| Dameneinzel  | Ye Zhaoying                    | Bang Soo-hyun                 | Kim Ji-hyun                             |
| Herrendoppel | Rudy Gunawan Bambang Suprianto | Huang Zhanzhong Jiang Xin     | Ricky Subagja Rexy Mainaky              |
| Herrendoppel | Rudy Gunawan Bambang Suprianto | Huang Zhanzhong Jiang Xin     | S. Antonius Budi Ariantho Denny Kantono |
| Damendoppel  | Gil Young-ah Jang Hye-ock      | Kim Mee-hyang Kim Shin-young  | Finarsih Lili Tampi                     |
| Damendoppel  | Gil Young-ah Jang Hye-ock      | Kim Mee-hyang Kim Shin-young  | Ge Fei Gu Jun                           |
| Mixed        | Kim Dong-moon Gil Young-ah     | Tri Kusharyanto Minarti Timur | Peter Axelsson Catrine Bengtsson        |
| Mixed        | Kim Dong-moon Gil Young-ah     | Tri Kusharyanto Minarti Timur | Simon Archer Julie Bradbury             |

## Finalergebnisse
| Disziplin    | Sieger                         | Finalist                      | Ergebnis         |
| ------------ | ------------------------------ | ----------------------------- | ---------------- |
| Herreneinzel | Hermawan Susanto               | Dong Jiong                    | 15-10 15-3       |
| Dameneinzel  | Ye Zhaoying                    | Bang Soo-hyun                 | 12-10 3-11 11-8  |
| Herrendoppel | Rudy Gunawan Bambang Suprianto | Huang Zhanzhong Jiang Xin     | 15-3 15-10       |
| Damendoppel  | Gil Young-ah Jang Hye-ock      | Kim Mee-hyang Kim Shin-young  | 15-9 15-4        |
| Mixed        | Kim Dong-moon Gil Young-ah     | Tri Kusharyanto Minarti Timur | 15-7 10-15 15-13 |